# Wendelin Stahl

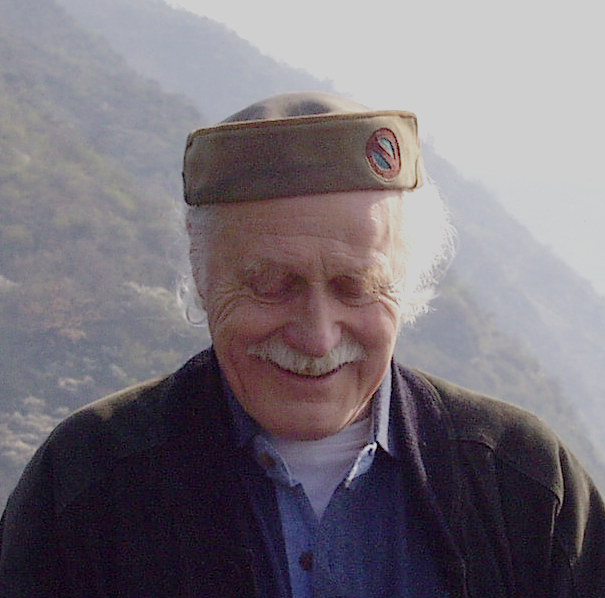
Wendelin Stahl (1999)

Wendelin Stahl (* 20. April 1922 in Höhr-Grenzhausen; † 12. Juni 2000 in Klotten) war ein deutscher Keramiker und Kunsthandwerker.

## Leben

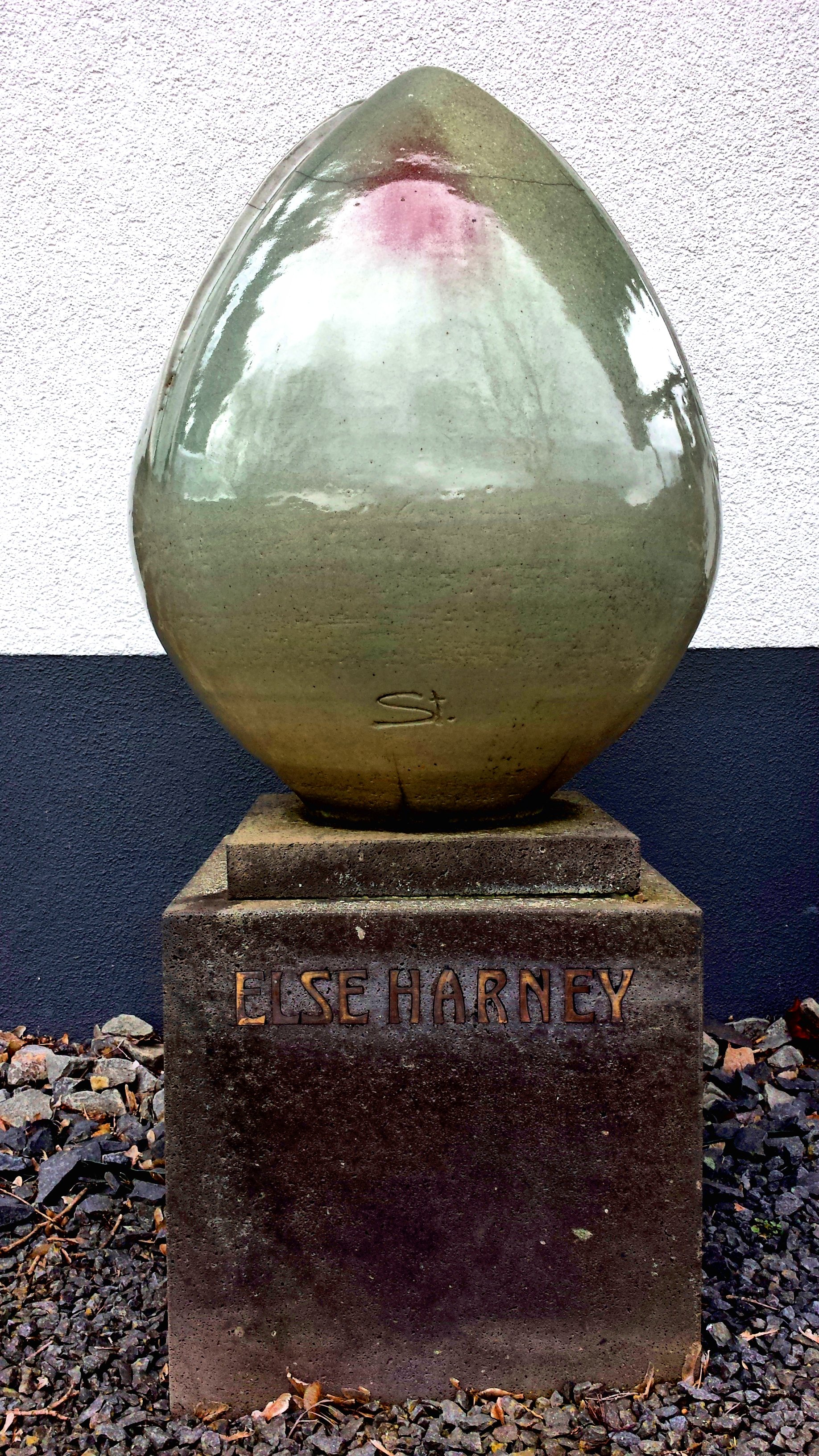
Keramik-Knospe von Wendelin Stahl für Else Harney’s Grab

Wendelin Stahl war ein Sohn des gleichnamigen Vaters Wendelin Stahl (1888–1954) und dessen Ehefrau Katharina, geb. Schwickert. Im Zeitraum von 1938 bis 1939 absolvierte er eine Töpferlehre in der keramischen Werkstätte von Kunow & Drose in Höhr-Grenzhausen. Nachdem er von 1940 bis 1945 im Zweiten Weltkrieg seinen Kriegsdienst geleistet hatte, setzte er seine Ausbildung von 1945 bis 1951 im Betrieb seines Bruders und Töpfermeisters Rudi Stahl (1918–1987) in Höhr-Grenzhausen fort. Im Jahre 1952 eröffnete er gemeinsam mit seiner „Madame“ Else Harney (1919–1984), einer gelernten Malerin und Bildhauerin sowie Tochter des Bankiers und Konsuls Hans Harney (1877–1954), auf Burg Coraidelstein in Klotten im alten Herrenhaus eine keramische Werkstatt. Seine Meisterprüfung legte er im Jahre 1955 in Höhr-Grenzhausen ab. Nachdem er in den 1950er Jahren seine Objekte noch teilweise mit Engoben oder Ritz-Dekor versehen hatte und er ab den 1960er Jahren den Weg über die Herstellung klassisch-schöner Kristall-Glasuren gegangen war, widmete er sich ab den 1970er Jahren der Manufaktur künstlerisch vollendeter Seladon-Glasuren der ostasiatischen Keramik aus klassischen Zeiten. Seine auf der Töpferscheibe gedrehten Gefäße aus Steinzeug und Porzellan in Kugelform, als Schale, Dose oder als Vasen mit Enghals stellte er oxidierend im Brennofen oder reduzierend im selbstgebauten Holzofen her.
Stahls Formen und Glassuren zeichneten sich Kennern zeitgenössischer Keramik zumeist durch ein besonderes Farbenspiel der gebrannten Seladone in Kupferrot, Manganviolett- oder Titanblau aus. Seine Gefäße mit Kristallglasuren auf Zink-Barium-Basis oder Kupferreduktionsglasuren, die eigentlich „nur“ Träger seiner unerreicht schönen Glasuren waren, wiesen dabei stets eine klare Linearität und vollkommene Klarheit auf. In weiteren Anläufen gelang es ihm die Glasurtechnik so weit zu verbessern, dass diese schließlich im Begriff des „Tenmoku“, einer chinesischen Glasurart, kulminierten. Tenmoku ist durch ein tiefes warmes Braun charakterisiert, in das zarte Grüntöne, manchmal ein helles Braun oder dezente Blautöne einfließen können. Anlässlich eines Besuchs zum 70. Geburtstags bei Wendelin Stahl durch den Autor Wolfgang Bickel, bei dem das Gespräch um Formtendenzen, den Umgang mit Ton auf der Töpferscheibe, das Brennen im Holzofen ging, sagte Bickel:

„Es erscheint uns, als habe sich diese Form den Meister gesucht, der es zuwege bringt. Das heißt aber, daß sie von Anbeginn in ihm gewesen sein muß, um sich durch ihn mit ihm dergestalt zu zeigen… Die Umrisse der Gefäße wurden strenger, doch dabei kraftvoller, energiereicher, so als nähme die Energie, die ihren Sitz in ihrem Hohlraum hat, zu. Nicht der Gefäßfuß oder der Abschluß oder die Kontur überhaupt sind Sitz der Energie, sondern der Raum, das Nichts, auf dem in Laotses 11. Spruch des Topfes Brauchbarkeit beruht. Die Glasuren sind bei aller Farbfülle stärker balanciert.“

Hierauf antwortete Stahl:

„Diese [Seladonglasur] müsse noch einmal ins Feuer, sie sei zu schwach für die Kontur, das andere Gefäß müsse noch einmal gebrannt werden, weil der Reduktionsprozeß zu Wildes hervorgebracht habe. Das ‚Wilde‘ aber beziehe sich nicht allein auf die Glasur, vielmehr auf das Zusammenspiel von ihrer und der Kontur, auf den Einklang zwischen Drehform, die stark genug sein müsse, das Farbspiel zu bändigen, das selbst kraftvoll genug sein müsse, die äußere Gestalt mit Leben zu erfüllen. Ich suche nach den Märchenlandschaften der großen Kristalle. Auf einer weiten Schale finde ich sie entfaltet. … Man muss nicht Weltmeister werden wollen im züchten großer Kristalle. Man muss nicht wollen, - eben, weil das innere Formgesetz seine eigene Tendenz hat. So einfach ist das.“

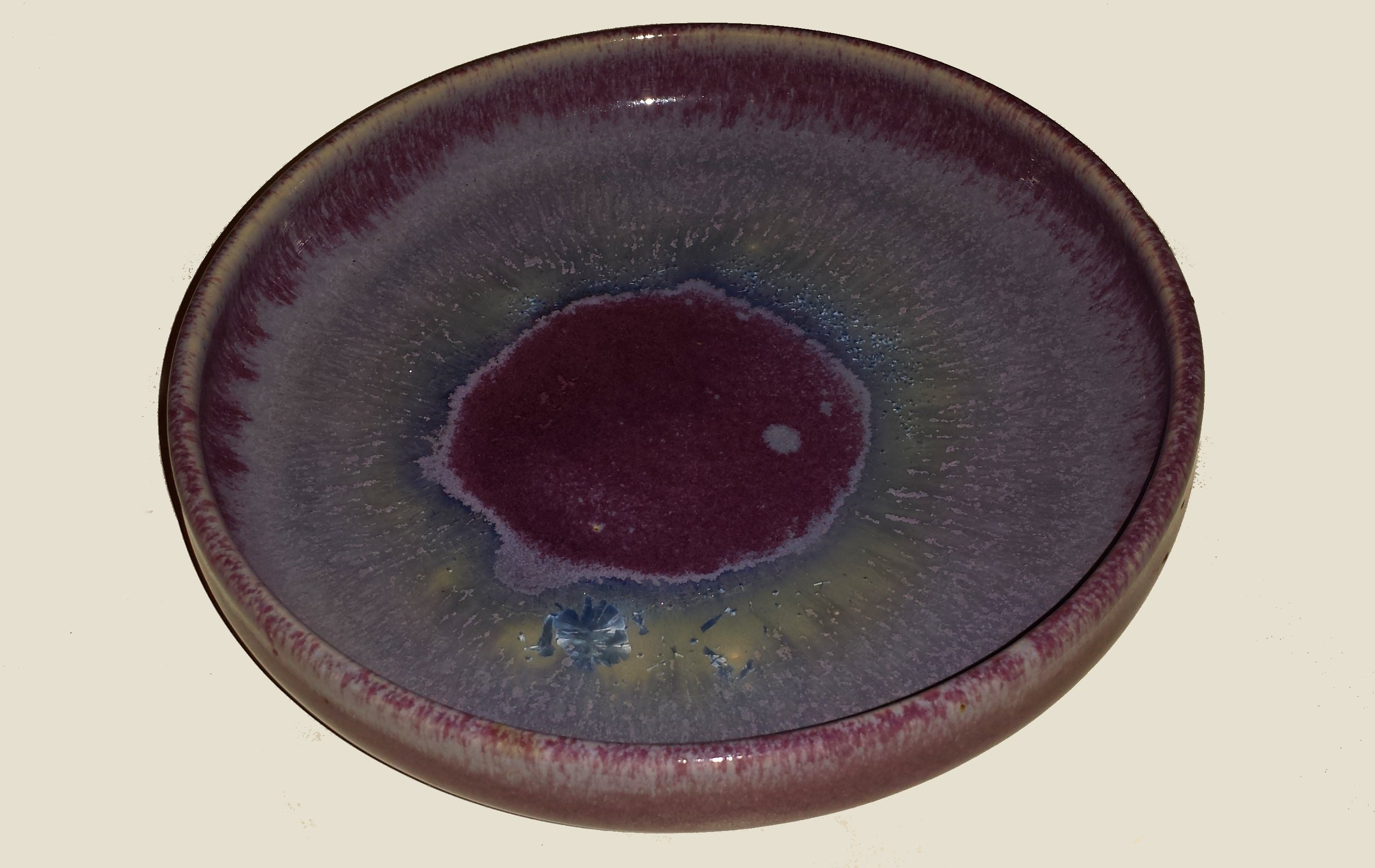
Keramikschale mit Kristall-Glasur von Jochen Kuhnhenne

In ihrer gemeinsamen Zeit des Schaffens mit seiner langjährigen Lebensgefährtin Else Harney hatten beide Anteil an der künstlerischen Weiterentwicklung von Keramiken in Europa. Es kamen Schüler aus aller Welt, um dort das Handwerk des Töpferns zu erlernen. Einer der erfolgreichsten Schüler Stahls war der gebürtige Herforder und frühere Bundeswehrpilot Jochen Kuhnhenne (1935–1999), der über viele Jahre eine eigene Töpferwerkstatt in Cochem-Brauheck betrieb. Kuhnhennes Vorliebe galt den klassisch schönen Objekten „von der Töpferscheibe“, die er ebenso wie Stahl mit aufwendigen Kristall- oder Crackle-Glasuren versah. Eine weitere erfolgreiche Schülerin ist die in Wiesbaden lebende Keramik-Künstlerin Ayca Riedinger. Ihre Arbeiten zeichnen sich durch spannungsvolle Gefäßformen mit bildhaft großen Einzelkristallen aus, die an naturalistische Formen und Phänomene erinnern. Ihrer Art, den Keramiken farbig-lichtvollen Glanz mit kristalliner Schönheit zu verleihen, hat sie es zu verdanken, dass viele ihrer Objekte in zahlreichen internationalen Museen für zeitgenössische Keramik ausgestellt sind.

## Auszeichnungen und Mitgliedschaften
- 1977: „Deutsche Keramik 77 Westerwaldpreis“, 1. Preis
- 1977: Ernennung zum Mitglied der Academie Internationale de la Ceramique, Genf[9]
- Gründungsmitglied der Gruppe 83[10]
- 1999: Ehrenpreis der Handwerksmesse Koblenz

## Ausstellungsorte
- Keramikmuseum Keramion in Frechen
- Deutsches Keramikmuseum Hetjens in Düsseldorf

## Familie
Wendelin Stahl war von 1946 bis 1953 mit Elfriede Stahl, geb. Racki, verheiratet. Aus dieser Ehe gingen die beiden verheirateten Töchter Monika Küng-Stahl (* 1946) und Lisa Stahl-Kegel (* 1951) hervor.